# Родованский, Яков Фёдорович
Яков Фёдорович Родованский (1894—1954) — деятель органов государственной безопасности, генерал-майор (1945).

## Биография
С 13 апреля 1939 до 13 марта 1940 1-й заместитель начальника Управления рабоче-крестьянской милиции Управления НКВД города Москвы. С 1 июня 1941 в отставке, но уже 26 июня того же года вернулся на службу. Помощник, затем заместитель начальника 3-го (оперативного: наружное наблюдение, обыски, аресты, установки). В начальный период войны часть отдела была эвакуирована из Москвы в Свердловск и Куйбышев. С 22 сентября 1947 до 11 ноября 1950 начальник службы по надзору железнодорожного и водного транспорта МГБ СССР, затем в отставке. Похоронен на 20-м участке Ваганьковского кладбища в Москве.

### Звания
- капитан государственной безопасности, 11.12.1935;
- старший майор государственной безопасности, 29.11.1935;
- комиссар государственной безопасности, 14.02.1943;
- генерал-майор, 09.07.1945.